# Æthelfrith
Æthelfrith ist ein angelsächsischer männlicher Vorname.

## Herkunft und Bedeutung
Der Name ist aus den Elementen æðel/æthel- („edel“) und friþ/frith („Frieden“, „Schutz“) zusammengesetzt.

## Varianten
- Aedilfrid
- Æðelfrið
- Æþelfrið
- Æþelferð
- Æþelferþ
- Æðelferð
- Æðelferþ

## Berühmte Namensträger
- Æthelfrith (Northumbria), König von Northumbria (592-616)
- Æthelfrith (Elmham), Bischof von Elmham, (fl. 742)
- Æthelfrith (Ealdorman), englischer Ealdorman, (fl. 901-904/915)